# Montréals sexdagars
Montréals sexdagars var ett kanadensiskt sexdagarslopp i bancykling som avhölls i Montréal från 1929 till 1942 i Forum de Montréal och sedan från 1963 till 1980 först i Aréna Paul-Sauvé, därefter (de tre sista åren) i Olympic Velodrome. De flesta år hölls två tävlingar per säsong (bancykling körs inomhus på "vinterhalvåret"), en på hösten och en på våren.

## Podieplaceringar
| År             | Vinnare                                       | Tvåa                                | Trea                                             |
| 1929 okt./nov. | Willy Coburn Maurice Declerck                 | William Coles William Peden         | Earl Best Albert Crossley                        |
| 1930 apr.      | Joe Laporte Piet van Kempen                   | Lew Elder William Peden             | Albert Crossley Reginald Fielding                |
| 1930 okt./nov. | Lew Elder Horace Horder                       | Reginald Fielding William Peden     | Marcel Boogmans Laurent Gadou                    |
| 1931 apr.      | Henri Lepage William Peden                    | Reginald Fielding Harvey Black      | George Dempsey Laurent Gadou                     |
| 1931 okt.      | Henri Lepage William Peden                    | Jules Audy Piet van Kempen          | Horace Horder Freddy Zach                        |
| 1932 apr.      | Jules Audy William Peden                      | Henri Lepage Alfred Letourneur      | Reginald Fielding Xavier Van Slembroeck          |
| 1932 okt.      | Reginald Fielding William Peden               | Jules Audy Albert Crossley          | Dave Lands Reginald McNamara                     |
| 1933 apr.      | Gérard Debaets Alfred Letourneur              | Laurent Gadou William Peden         | Hans Putzfeld Bernhard Stubecke                  |
| 1933 okt.      | Frank Bartell Laurent Gadou                   | Jules Audy William Peden            | Henri Lepage Alfred Letourneur                   |
| 1934 apr.      | Jules Audy William Peden                      | Henri Lepage Alfred Letourneur      | Freddy Zach Reginald McNamara                    |
| 1934 okt.      | Ernst Müller Charles Winter                   | Henri Lepage Jimmy Walthour         | Frank Bartell Laurent Gadou                      |
| 1935 apr./maj  | Gustav Kilian Heinz Vopel                     | Jules Audy Jimmy Walthour           | Albert Crossley Henri Lepage                     |
| 1935 okt.      | Gustav Kilian Heinz Vopel                     | Henri Lepage Jimmy Walthour         | Frank Bartell Fred Ottevaire                     |
| 1936 apr.      | Gustav Kilian Heinz Vopel                     | Jules Audy Henri Lepage             | Henry O'Brien Jack Sheehan                       |
| 1936 okt.      | Raymond Bedard Jerry Rodman Georges Trepanier | Oscar Juner Dave Lands Roy McDonald | Archie Bollaert Fernand Pelletier Pete Willeskey |
| 1937 okt.      | Gustav Kilian Heinz Vopel                     | Emile Diot Emile Ignat              | Douglas Peden William Peden                      |
| 1938 okt.      | Douglas Peden William Peden                   | Gustav Kilian Heinz Vopel           | Albert Crossley Jimmy Walthour                   |
| 1939           | ej avhållet                                   |                                     |                                                  |
| 1940 okt.      | Angelo De Bacco Cecil Yates                   | René Cyr William Peden              | Raymond Bedard Fred Ottevaire                    |
| 1941 okt.      | Angelo De Bacco René Cyr                      | Jules Audy Cecil Yates              | Douglas Peden William Peden                      |
| 1942 sep./okt. | Charles Bergna William Peden                  | Angelo De Bacco René Cyr            | William Anderson Bill Logan                      |

| År             | Vinnare                               | Tvåa                                | Trea                                   |
| 1943-62        | ej avhållet                           |                                     |                                        |
| 1963 sep.      | Mino De Rossi Ferdinando Terruzzi     | Robert Lelangue Emile Severeyns     | Willi Altig André Darrigade            |
| 1964 apr.      | Palle Lykke Jensen Emile Severeyns    | Mino De Rossi Ferdinando Terruzzi   | Klaus Bugdahl Lucien Gillen            |
| 1964 sep.      | Lucien Gillen Robert Lelangue         | Leandro Faggin Ferdinando Terruzzi  | Palle Lykke Jensen Emile Severeyns     |
| 1965 maj       | Klaus Bugdahl Klemens Grossimlinghaus | Giuseppe Beghetto Sergio Bianchetto | Horst Oldenburg Romain Deloof          |
| 1965 sep.      | Freddy Eugen Leandro Faggin           | Fritz Pfenninger Sigi Renz          | Lucien Gillen Robert Lelangue          |
| 1966 maj       | Freddy Eugen Leandro Faggin           | Fritz Pfenninger Sigi Renz          | Lucien Gillen Palle Lykke Jensen       |
| 1966 sep.      | Palle Lykke Jensen Emile Severeyns    | Freddy Eugen Leandro Faggin         | Horst Oldenburg Dieter Kemper          |
| 1967 apr.      | Patrick Sercu Emile Severeyns         | Palle Lykke Jensen Freddy Eugen     | Fritz Pfenninger Peter Post            |
| 1967 okt.      | Palle Lykke Jensen Freddy Eugen       | Fritz Pfenninger Leandro Faggin     | Patrick Sercu Emile Severeyns          |
| 1968 maj       | Horst Oldenburg Leandro Faggin        | Patrick Sercu Emile Severeyns       | Palle Lykke Jensen Freddy Eugen        |
| 1968 sep./okt. | Fritz Pfenninger Louis Pfenninger     | Klaus Bugdahl Wolfgang Schulze      | Palle Lykke Jensen Freddy Eugen        |
| 1969 sep.      | Jacky Mourioux Alain Van Lancker      | Patrick Sercu Emile Severeyns       | Fritz Pfenninger Louis Pfenninger      |
| 1970           | ej avhållet                           |                                     |                                        |
| 1971 okt.      | Tony Gowland Gianni Motta             | Norbert Seeuws Julien Stevens       | Jan Janssen Gerard Koel                |
| 1972 okt.      | Norbert Seeuws Julien Stevens         | Jan Janssen Gerard Koel             | Jack Simes John Vandevelde             |
| 1973 okt.      | Ferdinand Bracke Robert Van Lancker   | Jack Simes John Vandevelde          | Norbert Seeuws Julien Stevens          |
| 1974-78        | ej avhållet                           |                                     |                                        |
| 1979 mar.      | Pietro Algeri Willy Debosscher        | Gerben Karstens Martin Venix        | Gert Frank Kim Gunnar Svendsen         |
| 1980 mar.      | Pietro Algeri Willy Debosscher        | Gerben Karstens Martin Venix        | Herman Ponsteen Gustaaf Van Roosbroeck |
| 1981 feb.      | Claude Langlois Patrick Raux          | Bruce Donaghy Paul Pearson          | Eric Van den Eynde Daniel Therer       |